# Torre de la Vall

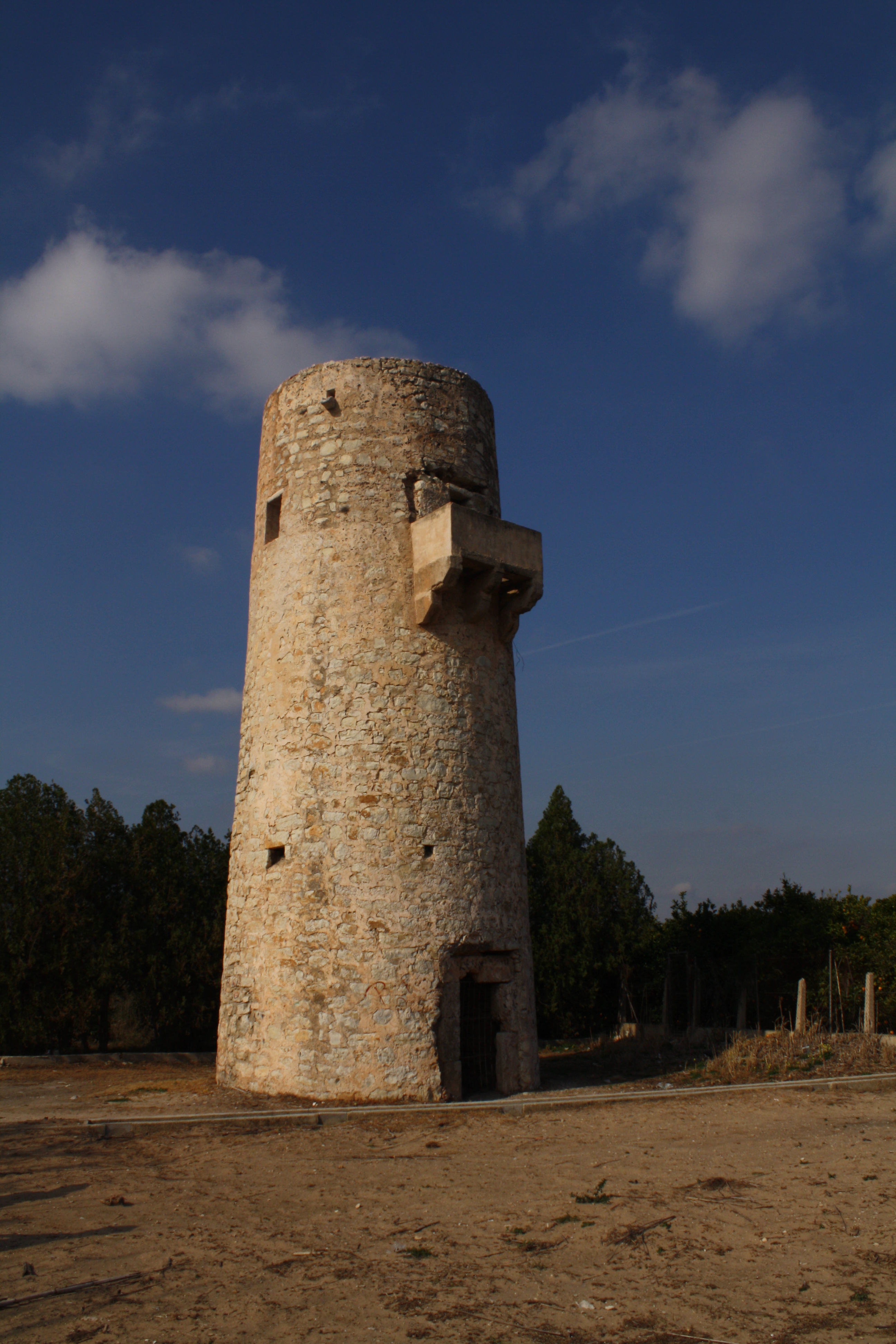
Torre atalaya de Tavernes de Valldigna, también conocida como Torre de la Vall. Se trata de un Bien de Interés Cultural con número R-I-51-0010817.

La Torre de la Vall o Torre Atalaya de la Playa es una fortaleza situada en el término municipal de Tabernes de Valldigna (Valencia) que formó parte de la red defensiva diseñada en el siglo XVI por Vespasiano Gonzaga para proteger la costa Valenciana de los ataques de los piratas berberiscos.
Es bien de interés cultural desde el 25 de julio de 2002 con número ministerial R-I-51-0010817.

## Historia
En 1528 las Cortés de Monzón acordaron la construcción de obras para la defensa del litoral, así como la creación de una guardia costera. Estas edificaciones, en su mayoría torres de guardia, tenían como misión avisar del ataque de turcos y berberiscos que venían por mar y desembarcaban en las costas para invadirlas, arrasar los cultivos, saquear los pueblos y llevarse cautivos, ayudados por moriscos descontentos que huían con ellos. A fin de evitar que estos hechos siguieran produciéndose, en 1575, Felipe II encargó al virrey de Valencia, Vespasiano Gonzaga y Colonna, un estudio de defensa del litoral. Su sistema defensivo estaba regulado por unas ordenanzas que se mantendrían en vigor durante los siglos XVI y XVII. Como consecuencia de lo anterior, durante el siglo XVI había en la costa de la provincia de Valencia trece torres de vigilancia y defensa. Eran las de Mardá, Grao de Murviedro, El Puig, Grao de Valencia, El Saler, Gola de Perellonet, Cabo de Cullera, Torre del Marenyet (Cullera), Tabernes, Jaraco, el Grao de Gandía, Piles y Oliva. La torre de la Vall, situada en Tabernes de Valldigna, debe su nombre a su ubicación en el vértice este de la Vall d' Alfàndec o Alfandech. En ella prestaban servicio dos guardas de a pie.
Se encuentra situada junto a la playa en terreno llano, entre las torres de Cullera y de Jaraco. Es la más alta y esbelta de las torres del antiguo Reino de Valencia, con aparejo de piedra muy bien conservado. Es troncocónica y su base tiene unos seis metros tan sólo. Además de la planta baja posee tres superiores y la terraza, careciendo de escaleras, por lo que fueron usadas las de mano, que al retirarse facilitaban su defensa. Posee una sola puerta en la planta baja, adintelada, y sobre ella, en la última planta una puerta con adarve. También posee algunas aspilleras y una ventana adintelada. Según la descripción del Inventario del Ministerio de Cultura de 1980, la torre conservaba sus almenas aunque muy deterioradas.